# Экпо, Эммануэль
Эммануэль Экпо (англ. Emmanuel Ekpo; род. 20 декабря 1987, Нигерия) — нигерийский футболист, атакующий полузащитник.

## Клубная карьера
Молодёжную карьеру провёл в клубе «Калабар Роверс». На профессиональном уровне стал играть за команду «Аква Юнайтед», а позже и за «Эньимбы».
15 апреля 2008 подписал контракт с клубом «Коламбус Крю». 28 июня того же года отметился дебютным голом в игре против «Колорадо Рэпидз». В составе команды в 2008 году выиграл Кубок MLS и Supporters’ Shield (в 2009 вновь победили).
В декабре 2011 года стал свободным агентом, когда отказался подписывать новый контракт с американским клубом. В феврале 2012 года подписал трехлетний контракт с норвежской командой «Молде», которой руководил Уле Гуннар Сульшер.
В июле 2014 года, после двух с половиной сезонов с «Молде», перешёл в «Хёугесунн». В конце сезона 2014 после истечения контракта покинул клуб.
В октябре 2016 года Экпо стал игроком новозеландского клуба «Истерн Сабербз».

## Международная карьера
Принимал участие в квалификационных матчах на Африканские игры в 2007 году и на летние Олимпийские игры в 2008 году. Был включен в состав олимпийской сборной Нигерии на финальный турнир летние Олимпийские игры 2008 года, где во всех 6 матчах нигерийской команды выходил на замену во втором тайме.
6 сентября 2011 года провёл единственный матч за основную сборную Нигерии. Он сыграл 20 минут в товарищеской встрече против сборной Аргентины, которая победила со счётом 3:1.

## Клубная статистика
| Клуб           | Сезон      | Лига       | Лига  | Лига | Кубок | Кубок | Континент | Континент | Другое | Другое | Итог  | Итог |
| Клуб           | Сезон      | Дивизион   | Матчи | Голы | Матчи | Голы  | Матчи     | Голы      | Матчи  | Голы   | Матчи | Голы |
| -------------- | ---------- | ---------- | ----- | ---- | ----- | ----- | --------- | --------- | ------ | ------ | ----- | ---- |
| Коламбус Крю   | 2008       | MLS        | 20    | 2    |       |       | -         | -         | -      | -      | 20    | 2    |
| Коламбус Крю   | 2009       | MLS        | 30    | 2    |       |       | 6         | 0         | -      | -      | 36    | 2    |
| Коламбус Крю   | 2010       | MLS        | 26    | 0    | 3     | 0     | 6         | 1         | -      | -      | 35    | 1    |
| Коламбус Крю   | 2011       | MLS        | 32    | 1    | 0     | 0     | 2         | 0         | -      | -      | 34    | 1    |
| Коламбус Крю   | Итог       | Итог       | 108   | 5    | 3     | 0     | 14        | 1         | -      | -      | 125   | 6    |
| Молде          | 2012       | Типпелига  | 13    | 0    | 1     | 0     | 2         | 0         | -      | -      | 16    | 0    |
| Молде          | 2013       | Типпелига  | 25    | 0    | 4     | 1     | 4         | 0         | -      | -      | 33    | 1    |
| Молде          | 2014       | Типпелига  | 2     | 0    | 2     | 0     | 0         | 0         | -      | -      | 4     | 0    |
| Молде          | Итог       | Итог       | 40    | 0    | 7     | 1     | 6         | 0         | -      | -      | 53    | 1    |
| Хёугесунн      | 2014       | Типпелига  | 1     | 0    | 0     | 0     | 2         | 0         | –      | –      | 3     | 10   |
| Истерн Сабербз | 2016/17    | Чемпионшип | 4     | 0    | –     | –     | –         | –         | –      | –      | 4     | 0    |
| Общий итог     | Общий итог | Общий итог | 153   | 5    | 10    | 1     | 22        | 1         | -      | -      | 185   | 7    |

## Достижения

### Клубные

#### «Коламбус Крю»
- Обладатель Кубка MLS: 2008
- Обладатель Supporters’ Shield: 2008, 2009

#### «Молде»
- Чемпион Норвегии: 2012
- Обладатель Кубка Норвегии: 2013

### Международные
- Серебряный призёр летних Олимпийских игр: 2008